# Битка код Новаре (1500)
Битка код Новаре (1500) (енгл. Battle of Novara) била је део другог италијанског рата (1499-1504). Битка, заправо француска опсада града који је припадао Миланском војводству, је завршена француском победом, а сам милански војвода Лудовико Сфорца пао је у ропство.

## Позадина
Новара је град у Италији, у покрајини Пијемонт, око 87 км северозападно од Милана, и у средњем веку био је значајна раскрсница путева између Италије и Француске. Град је био утврђен бастионима, који су окруживали град и цитаделе у облику утврђеног замка. У Италијанским ратовима (1494-1516) код Новаре су вођене три битке.

## Прва битка код Новаре (1495)
Италијанска коалициона војска, око 45.000 под командом војводе Милана Лудовика Сфорце (итал. Ludovico Sforza, il Moro), приморала је опсадом француску посаду Новаре (5.000 пешака и 500 коњаника под Лујем Орлеанским, каснијим Лујем XII) 10. октобра 1495. на капитулацију и предају града.

## Друга битка код Новаре
У истом рату француска војска Луја XII опсела је снаге Лудовика Сфорце у Новари и принудила их на капитулацију априла 1500. Сам Сфорца је при покушају бекства заробљен и одведен у Француску.